# Pelidnota laevissima
Pelidnota laevissima är en skalbaggsart som beskrevs av Hermann Burmeister 1855. Pelidnota laevissima ingår i släktet Pelidnota och familjen Rutelidae. Inga underarter finns listade i Catalogue of Life.